# Michigan International Speedway
Il Michigan International Speedway (conosciuto anche con la sua sigla, MIS) è un circuito automobilistico ovale D-shaped che si trova a Cambridge Township, nel Michigan (Stati Uniti), al confine tra la contea di Lenawee e la confinante contea di Jackson, circa a 4 km più a sud rispetto alla cittadina di Brooklyn. La pista, lunga 2 miglia (3,2 km), è utilizzata principalmente per le competizioni della NASCAR ed è nota anche per essere stata utilizzata come modello per realizzare l'Auto Club Speedway (in California).
L'ovale, controllato direttamente dalla NASCAR, è noto come uno dei circuiti più importanti del circuito motoristico statunitense per la grande ampiezza del tracciato e per le pendenze di quest'ultimo (notevoli da percorrere per le open-wheel car).

## Storia

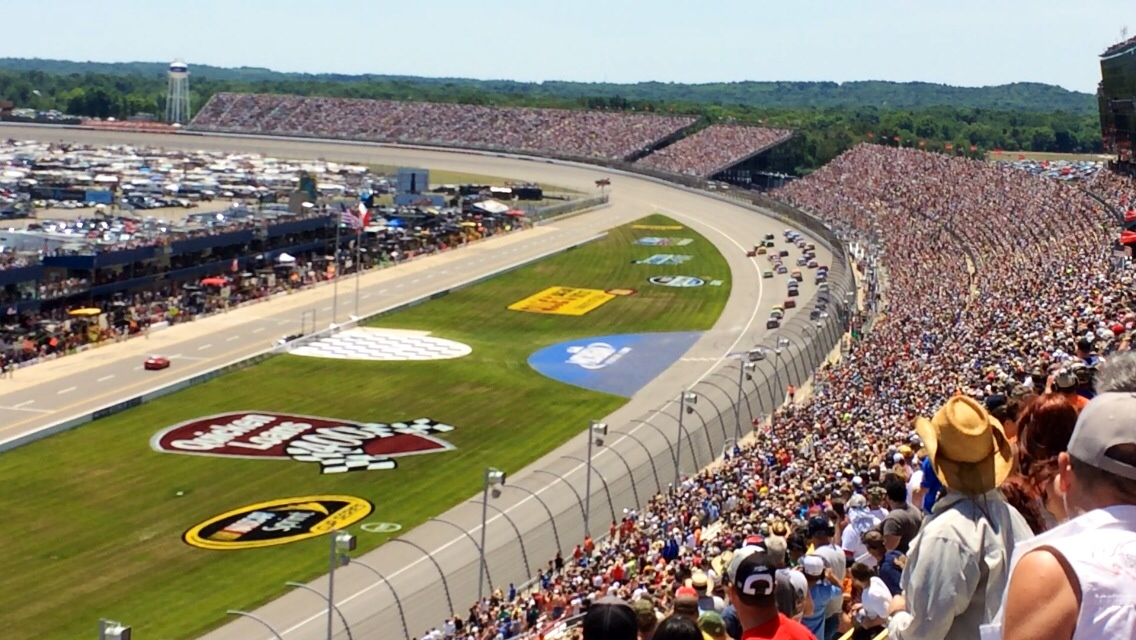
Il Michigan International Speedway nel 2014.

I lavori di costruzione del tracciato cominciano ufficialmente il 28 settembre del 1967. Per costruire l'ovale vengono trasportati più di 2,5 milioni di metri cubi di terra. La pista viene quindi inaugurata nel 1968, presentando una capienza massima di 25.000 posti. In origine la pista è di proprietà di Lawrence H. LoPatin, un imprenditore edile di Detroit che ne ha anche curato la costruzione con un costo stimato di 4-6 milioni di dollari (con il finanziamento di Thomas W. Itin). Fino al 1971 LoPatin ha il controllo non solo di questa pista, ma anche delle piste di Atlanta, Trenton, Texas e Riverside, per poi perderli per bancarotta. La gara inaugurale ha luogo il 13 ottobre 1968, con la USAC 250 Championship Car Race, vinta da Ronnie Bucknum.
Nel 1972 la pista viene acquistata da Roger Penske per una cifra di 2 milioni di dollari. Durante la proprietà di Penske, la pista subisce più volte lavori di ristrutturazione e varie migliorie, tra cui l'aumento della sua capienza massima fino a 125.000 posti. Dal 1997 al 2000 la pista assume la denominazione di "Michigan Speedway", per coerenza nominativa con le altre piste detenute dalla Penske's Motorsports International, prima della sua acquisizione da parte della International Speedway Corporation.
Nel 1999, infatti, il tracciato passa in mano alla ISC, che nel 2000 ne cambia il nome nell'attuale "Michigan International Speedway" e aggiunge altri 10.800 posti costruendo una nuova tribuna in corrispondenza della curva 3. Oltre all'aumento della capacità dell'impianto, la ISC progetta e realizza delle nuove strutture collaterali alla pista: una Fan Plaza dietro alla tribuna principale, una torre di tre piani che ospita il Champions Club, 16 suite di lusso e stanze dedicate per i media e i giudici di gara che rispettivamente trasmettono e seguono gli eventi.
Prima dell'inizio della stagione NASCAR 2012 viene ripavimentata tutta la pista (un intervento ormai necessario dato che l'ultima volta era stato svolto nel 1995) e una nuova area per i camper in prossimità della curva 3, rendendo però necessaria la rimozione delle tribune lì presenti.
Il 28 gennaio 2019 la ISC dichiara ufficialmente di aver ridotto la capacità della pista da 71.000 a 56.000 posti disponibili.

## Competizioni

### Corse attualmente ospitate
- NASCAR Cup Series
  - FireKeepers Casino 400 (1969-oggi)
- NASCAR Xfinity Series
  - Cabo Wabo 250 (1992-2019, 2021-oggi)
- ARCA Menards Series
  - Henry Ford Health 200 (1980, 1990-oggi)

## Record

### Gara
- NASCAR Cup Series:  Jeff Gordon - 34.857 secondi (2014)
- NASCAR Xfinity Series:  Joey Logano - 37.157 secondi (2015)